# Marr-Gletscher
Der Marr-Gletscher ist ein Gletscher im ostantarktischen Viktorialand. Er fließt 3 km westlich des Goldman-Gletschers von den Kukri Hills in nördlicher Richtung in das Taylor Valley.
Der britische Geologe Thomas Griffith Taylor (1880–1963), Teilnehmer der Terra-Nova-Expedition (1910–1913) unter der Leitung des Polarforschers Robert Falcon Scott, kartierte ihn und benannte den Gletscher nach dem britischen Geologen John Edward Marr (1857–1933).